# 卡爾德內爾河

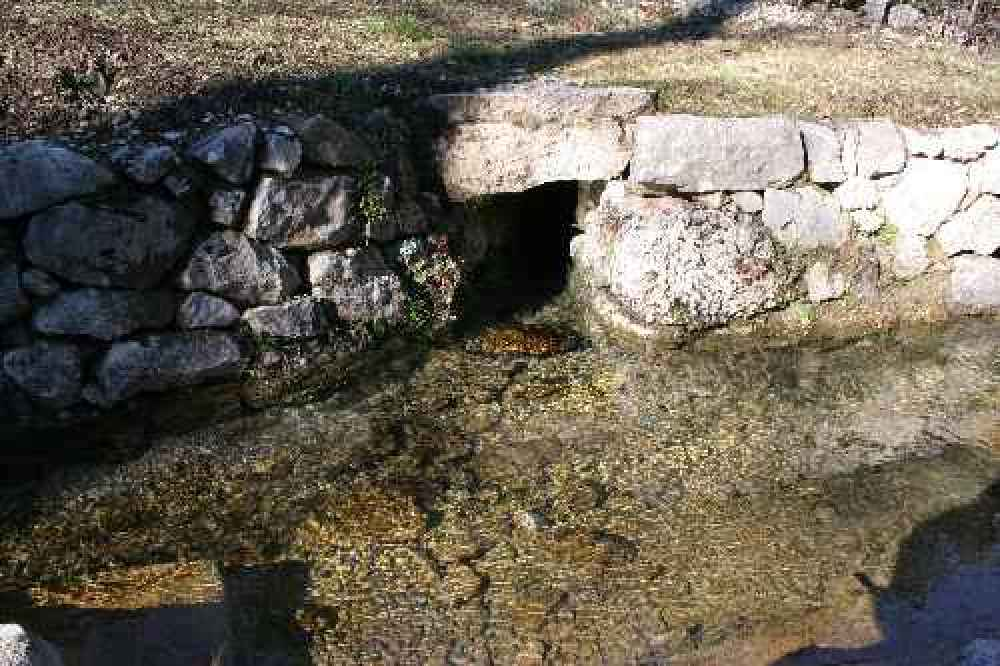
卡爾德內爾河其中一個水源

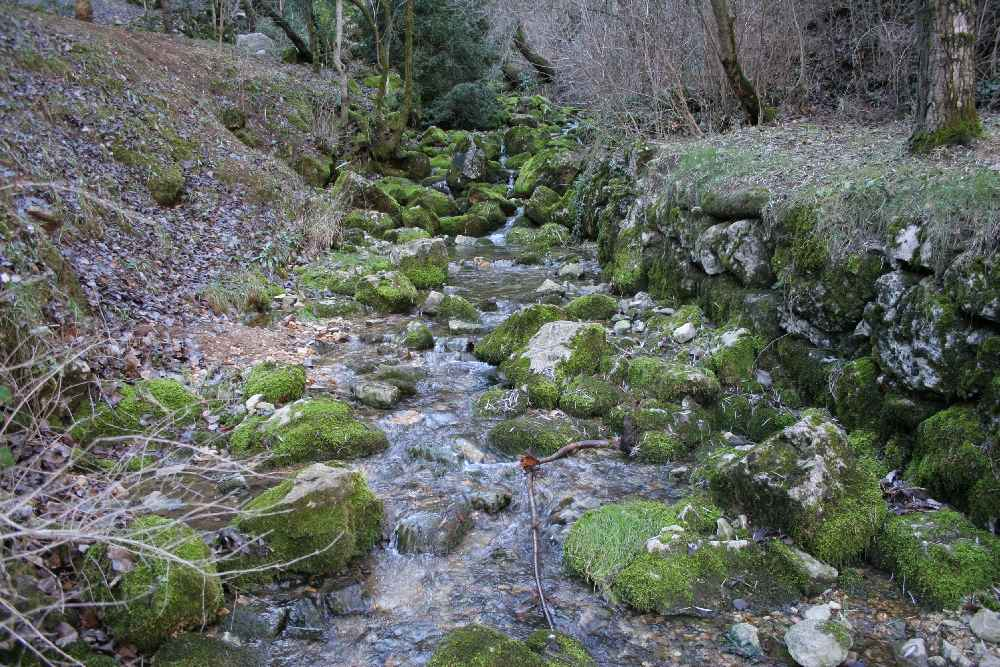
卡爾德內爾河上游

卡爾德內爾河（西班牙語：Río Cardener）是西班牙的河流，位於加泰羅尼亞，發源自比利牛斯山，最終注入略夫雷加特河，河道全長87公里，流域面積1,374平方公里，平均流量每秒6.16立方米
42°10′32″N 1°35′27″E / 42.17556°N 1.59083°E